# Douglas C-133

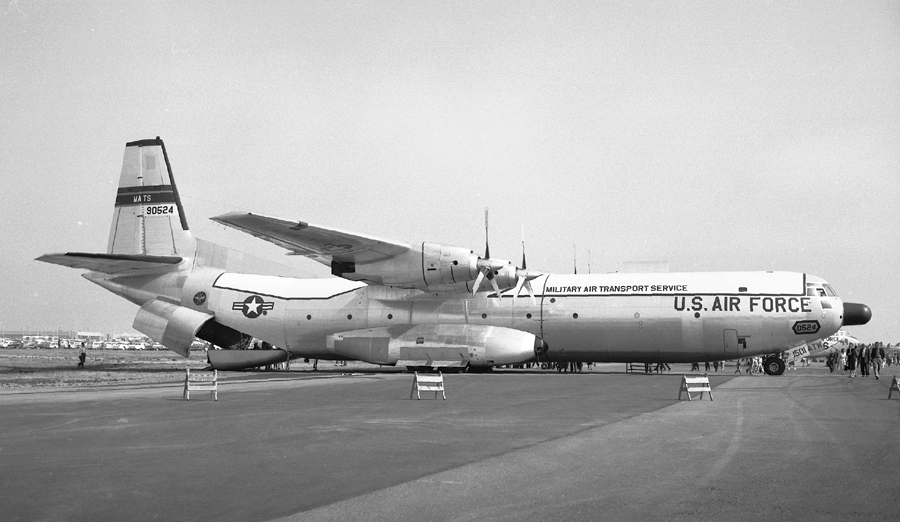
Eine C-133 Cargomaster

Die Douglas C-133 Cargomaster war ein Flugzeug der Douglas Aircraft Company und ging sofort als Serienmaschine in Produktion, ohne dass zuvor ein Prototyp gebaut worden war. Der Erstflug fand am 23. April 1956 statt. Von dem Schulterdecker mit vier Turboproptriebwerken wurden von 1956 bis 1961 50 Stück (35 C-133A und 15 C-133B) gebaut und von der US-Luftwaffe – unter anderem für den Transport der Mittelstreckenrakete Thor – sowie der NASA eingesetzt. Die Maschine stand bis 1971 in Dienst. Der letzte Flug einer Cargomaster (N199AB, ex 56-1999) fand am 30. August 2008 statt.
Hinweis: Den Namen „Cargomaster“ trägt auch ein einmotoriges Flugzeug von Cessna; siehe Cessna 208.

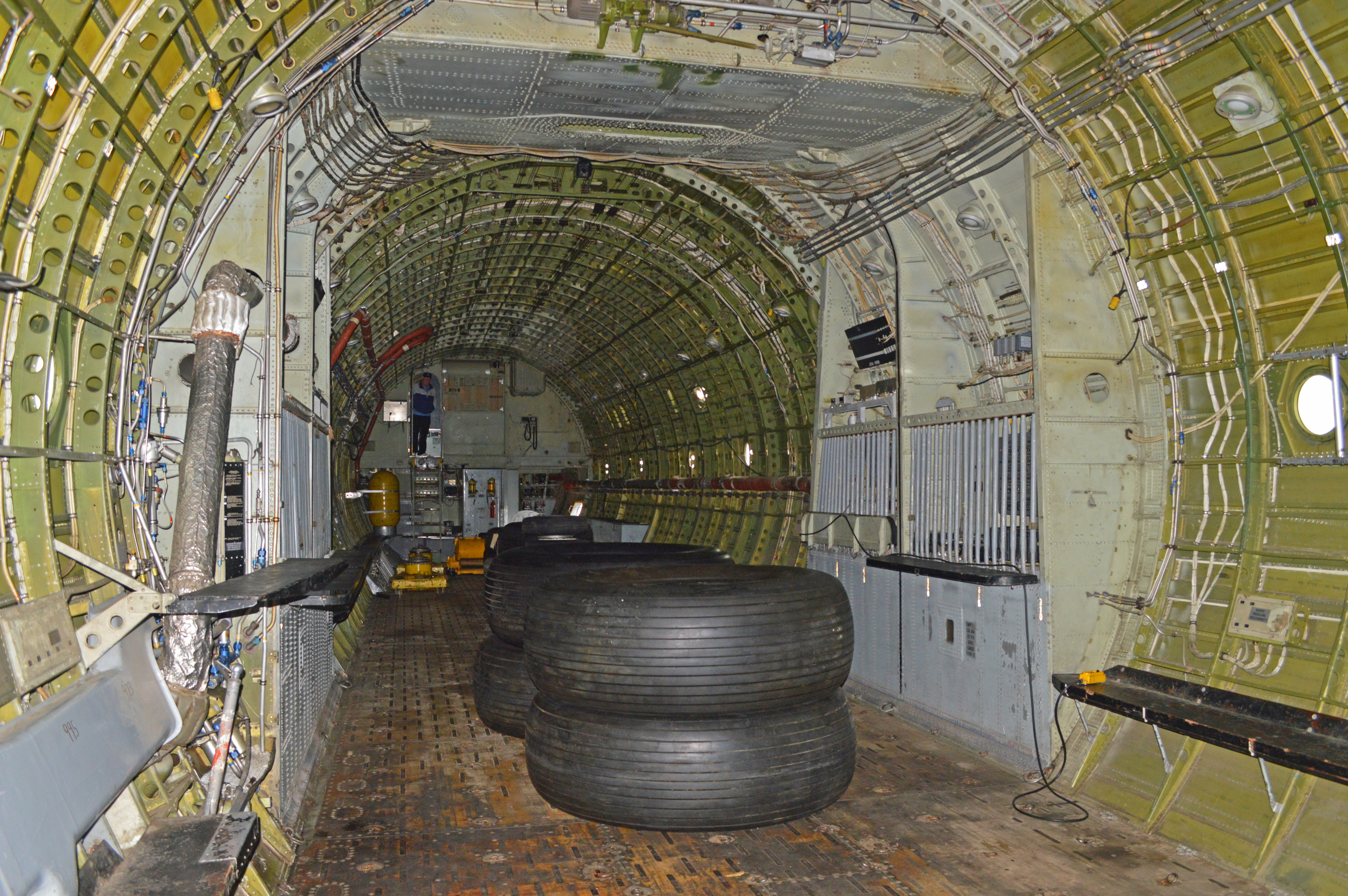
Laderaum einer C-133 Cargomaster, von hinten gesehen

## Produktion
Abnahme der C-133 durch die USAF:
| Version | 1956 | 1957 | 1958 | 1959 | 1960 | 1961 | SUMME | PREIS         |
| ------- | ---- | ---- | ---- | ---- | ---- | ---- | ----- | ------------- |
| C-133A  | 4    | 10   | 11   | 10   |      |      | 35    | 9.781.680 USD |
| C-133B  |      |      |      | 1    | 12   | 2    | 15    | 6.596.667 USD |
| SUMME   | 4    | 10   | 11   | 11   | 12   | 2    | 50    |               |

3 C-133A wurden zur Version B umgebaut.

## Zwischenfälle
Von 1956 bis zum Einsatzende 1971 kam es bei der USAF, dem einzigen Betreiber dieses Typs, zu 10 Totalverlusten der C-133. Bei 8 davon kamen 55 Personen ums Leben. Vollständige Liste:
- Am 13. April 1958 stürzte eine Douglas C-133A Cargomaster der United States Air Force (USAF) (Luftfahrzeugkennzeichen 54-0146) 10 Kilometer nördlich von Georgetown (Delaware) (USA)  auf einem Testflug von und nach der Dover Air Force Base in Rückenlage ab. Alle 4 Besatzungsmitglieder, die einzigen Insassen auf dem Frachtflug, kamen ums Leben. Es war der erste Totalverlust dieses Flugzeugtyps.[4]

- Am 10. Juni 1961 stürzte eine Douglas C-133A Cargomaster der United States Air Force (USAF) (57-1614) 33 Minuten nach dem Start vom Militärflugplatz Tachikawa (Tokio, Japan) ins Meer. Ausgelöst wurde der Unfall durch das Zerlegen des Triebwerks Nr. 3 (rechts innen), dessen Teile das Triebwerk Nr. 4 (rechts außen) trafen, woraufhin dieses von der Tragfläche abriss. Die anschließenden schweren strukturellen Schäden an Flügel und Rumpf führten wahrscheinlich zum Verlust der Stromversorgung und der Kontrolle über das Flugzeug. Alle 8 Besatzungsmitglieder, die einzigen Insassen auf dem Frachtflug, kamen ums Leben.[5]

- Am 27. Mai 1962 stürzte eine Douglas C-133A Cargomaster der United States Air Force (USAF) (57-1611) 32 Minuten nach dem Start von der Dover Air Force Base (USA) östlich davon ins Meer. Nähere Einzelheiten sind derzeit nicht verfügbar. Alle 6 Besatzungsmitglieder, die einzigen Insassen auf dem Frachtflug, wurden getötet.[6]

- Am 10. April 1963 stürzte eine Douglas C-133B Cargomaster der United States Air Force (USAF) (59-0523) im Anflug 1,2 Kilometer nordöstlich der Travis Air Force Base (Kalifornien, USA) ab. Mit der Maschine wurde ein Instrumentenanflug durchgeführt, bei dem während schlechter Sicht ein circling approach geübt werden sollte. Dabei wurde eine Steilkurve geflogen, aus der das Flugzeug abstürzte. Alle 9 Besatzungsmitglieder, die einzigen Insassen auf dem Trainingsflug, wurden getötet.[7]

- Am 31. Juli 1963 ließen die Mechaniker beim Betanken einer Douglas C-133A Cargomaster der United States Air Force (USAF) (56-2005) auf der Dover Air Force Base (Delaware, USA) den Treibstoff so weit überlaufen, dass er sich am Boden sammelte und durch das Bodenaggregat entzündet wurde. Alle Insassen überlebten den Unfall.[8]

- Am 22. September 1963 verschwand eine Douglas C-133A Cargomaster der United States Air Force (USAF) (56-2002) auf dem Flug von der Dover Air Force Base (USA) zum Luftwaffenstützpunkt Lajes (Azoren, Portugal) im Atlantik. Alle 10 Besatzungsmitglieder wurden getötet. Dies war der Unfall einer C-133 mit den meisten Todesopfern.[9]

- Am 7. November 1964 kam es mit einer Douglas C-133A Cargomaster der United States Air Force (USAF) (56-2014) kurz nach dem Abheben vom Militärflugplatz Goose Bay (Kanada) zu einem Strömungsabriss. Das Flugzeug schlug 1000 Meter hinter dem Startbahnende auf und wurde zerstört. Zum Startzeitpunkt herrschte leichter Schneefall. Alle 7 Besatzungsmitglieder, die einzigen Insassen auf dem Frachtflug, wurden getötet.[10]

- Am 11. Januar 1965 stürzte eine Douglas C-133A der United States Air Force (54-0140) bei einem Nachtstart 4,5 Kilometer vom Flugplatz Wake Island (Außengebiet der Vereinigten Staaten) entfernt in den Pazifischen Ozean. Alle 6 Besatzungsmitglieder, die einzigen Insassen, kamen ums Leben.[11]

- Am 30. April 1967 musste an einer Douglas C-133B Cargomaster der United States Air Force (USAF) (59-0534) während des Steigflugs in etwa 3800 Metern Höhe das Triebwerk Nr. 4 (rechts außen) wegen eines Propellerdefekts abgestellt werden. Während der Rückkehr zum Startflugplatz fielen die Propellersteuerung und der Propellerstromkreis aus, was zu einer starren Propellersteigung führte, so dass sich alle drei verbliebenen Triebwerke in 2500 Fuß Höhe abstellten. Daher musste 5 Kilometer östlich der Kadena Air Base (Japan) eine Notwasserung durchgeführt werden, bei der das Flugzeug zerbrach. Alle Besatzungsmitglieder überlebten den Unfall.[12]

- Am 6. Februar 1970 riss der Rumpf einer Douglas C-133B Cargomaster der United States Air Force (59-0530) während des Reiseflugs auf, gefolgt vom Abbrechen großer Beplankungsteile. Den folgenden Absturz bei Palisade, Nebraska (USA), überlebte keiner der fünf Insassen. Es war der letzte Totalverlust einer C-133.[13]

## Technische Daten
| Kenngröße             | Daten                                                                             |
| --------------------- | --------------------------------------------------------------------------------- |
| Besatzung             | 10                                                                                |
| Länge                 | 48,00 m                                                                           |
| Spannweite            | 54,76 m                                                                           |
| Höhe                  | 14,70 m                                                                           |
| Flügelfläche          | 248,34 m²                                                                         |
| Flügelstreckung       | 12,1                                                                              |
| Leermasse             | 49.631 kg                                                                         |
| Startmasse            | 125.000 kg                                                                        |
| Nutzlast              | bis zu 200 Passagiere oder 36 t                                                   |
| Antrieb               | vier Turboproptriebwerke Pratt & Whitney T34-P-7WA mit je 6.500 PS (ca. 4.780 kW) |
| Höchstgeschwindigkeit | 578 km/h                                                                          |
| Reisegeschwindigkeit  | 519 km/h                                                                          |
| Dienstgipfelhöhe      | 5.800 m                                                                           |
| normale Reichweite    | 6.400 km                                                                          |